# Philautus dubius
Philautus dubius é uma espécie de anfíbio da família Rhacophoridae.
É endémica da Índia.